# Eric Hoffer
Eric Hoffer (ur. 25 lipca 1902 w Nowym Jorku, zm. 21 maja 1983 w San Francisco) – amerykański pisarz, filozof, politolog. Autor dziesięciu książek, odznaczony Prezydenckim Medalem Wolności przez prezydenta Ronalda Reagana w lutym 1983 r. Jego pierwsza książka, Prawdziwy Wyznawca (1951), cieszyła się niezwykłą popularnością w USA, zarówno wśród badaczy, jak i zwykłych czytelników. W latach 1951–2003 wznawiano ją 23 razy. Ostatnie wydanie pochodzi z 2019 r.

## Życie
Był synem Knuta i Elsy (z d. Goebel) Hofferów, imigrantów z Alzacji, wówczas części Cesarstwa Niemieckiego. W wieku pięciu lat potrafił czytać zarówno po angielsku, jak i niemiecku. Choć Hoffer twierdził, że jego rodzice pochodzą z Alzacji i Lotaryngii, sam mówił z wyraźnym bawarskim akcentem. W tym też czasie jego matka, trzymając go na rękach, spadła ze schodów. O tym wydarzeniu pisał później: „Straciłem wzrok w wieku siedmiu lat. Dwa lata wcześniej, matka i ja spadliśmy ze schodów. Ona nie wyzdrowiała po tym wypadku i zmarła dwa lata po wypadku. Ja straciłem wzrok i na jakiś czas pamięć.” Jego wzrok w niewyjaśniony sposób powrócił w wieku piętnastu lat. Obawiając się, że może ponownie przestać widzieć, wykorzystywał każdą okazję, żeby czytać. Wzrok powrócił jednak na stałe, zaś nawyk intensywnego czytania pozostał. Po śmierci ojca w 1920 r. Hoffer wyjechał do Los Angeles, co rozpoczęło dziesięcioletni okres włóczęgi. Osiedlił się na ówczesnych przedmieściach Los Angeles w Skid Row, spędzając czas na czytaniu, okazjonalnie pisząc, pracując dorywczo. Po 1931 r. opuścił Skid Row i został robotnikiem sezonowym, zatrudnionym przy zbiorach w Kalifornii. W miejscach, w których pracował, wyrabiał sobie kartę biblioteczną, aby móc dzielić czas „pomiędzy książki i burdele”. Podczas drugiej wojny światowej, w wieku 40 lat, zgłosił się do Armii Stanów Zjednoczonych. Nie przyjęto go jednak z powodu przepukliny. Zamiast tego w 1943 r. zaczął wykonywać zawód dokera, stając się robotnikiem portowym. 
Wtedy też podjął poważne próby pisarskie. Hoffer opuścił doki w 1964 r., by krótko po tym zostać wykładowcą na Uniwersytecie Kalifornijskim w Berkley. Postanowił jednakże usunąć się z życia publicznego w 1970 r. „Zamierzam dowlec się do dziury, w której zacząłem”, wyjaśnił. „Nie chcę być osobą publiczną lub jakimkolwiek mówcą… Każdy człowiek może podróżować pociągiem. Tylko mądry człowiek wie, kiedy wysiąść” Zmarł we własnym domu w San Francisco w 1983 r., w wieku 84 lat. Uważał siebie za ateistę, ale przychylnie odnosił się do religii i opisywał ją jako siłę pozytywną.

## Prawdziwy wyznawca
Eric Hoffer stał się znany w 1951 r. dzięki swojej książce pt. Prawdziwy Wyznawca. Myśli o naturze ruchów masowych. Składa się ona ze wstępu oraz stu dwudziestu pięciu paragrafów ujętych w osiemnaście rozdziałów. Analizuje w niej fenomen „ruchów masowych”. Za „ruchy masowe” uznaje partie rewolucyjne, ruchy narodowe oraz religijne. Częściowe podsumowanie tez Hoffera można znaleźć w paragrafie 113: „Ruchowi masowemu torują drogę ludzie słowa, jego hasła materializują się za sprawą fanatyków, konsolidują się zaś dzięki ludziom czynu”.
Jednocześnie Hoffer dowodzi, iż ruchy fanatyczne i ekstremistyczne (niezależnie od tego, czy mają one genezę religijną, społeczną czy narodową) rosną wówczas, gdy duża liczba ludzi okazuje frustrację i powoduje się przekonaniem, że ich życie okazało się bezwartościowe. Grupa ta odkrywa następnie korzyści wynikające z przyłączenia się do ośrodka głoszącego potrzebę radykalnych zmian. Motorem ich działań jest ucieczka od własnego ja, niezrealizowanych indywidualnych nadziei i pragnień: „Ruch masowy przyciąga i zachowuje swych zwolenników nie dlatego, że potrafi zaspokoić pragnienie kariery, lecz dlatego, że potrafi nasycić namiętne pragnienie uwolnienia się od samego siebie”.
Zdaniem Hoffera doświadczenie ruchów masowych ma charakter wymienny: na przykład w Niemczech (w latach 20. i 30. XX wieku) komuniści i naziści byli wrogami, ale zdarzało im się przejmować zwolenników drugiej opcji. Ich rywalizacja dotyczyła bowiem tych samych ludzi, frustrowanych i odesłanych na margines. Dla „prawdziwego wyznawcy”, pisze Hoffer, konkretne poglądy są mniej istotne, a liczy się przede wszystkim możliwość pozbycia się ciężaru własnego „ja”.

## Opublikowane prace
- 1951 The True Believer: Thoughts On The Nature of Mass Movements. ISBN 0-06-050591-5. (wyd. pl. Prawdziwy wyznawca, tłum. Michał Filipczuk, Fundacja Lethe 2020)
- 1955 The Passionate State of Mind, and Other Aphorisms. ISBN 1-933435-09-7.
- 1963 The Ordeal of Change. ISBN 1-933435-10-0.
- 1967 The Temper of Our Time
- 1968 Nature and The City
- 1969 „Working and Thinking on the Waterfront”: A Journal, June 1958 to May 1959
- 1971 First Things, Last Things
- 1973 Reflections on the Human Condition. ISBN 1-933435-14-3.
- 1976 In Our Time
- 1979 Before the Sabbath
- 1982 Between the Devil and the Dragon: The Best Essays and Aphorisms of Eric Hoffer. ISBN 0-06-014984-1.
- 1983 Truth Imagined. ISBN 1-933435-01-1.